# Elison Makolli
Elison Makolli, född 10 januari 2005 är en svensk fotbollsspelare (försvarare) som spelar för Aalborg BK i Superligaen.

## Klubblagskarriär
Elison Makolli är uppvuxen på Gamla Rosengård i Malmö. I fem-sex-årsåldern började han spela fotboll i moderklubben LB07 innan han tog klivet till Malmö FF som elvaåring. Kort efter klubbytet skolades Makolli om från anfallare till mittback.
Hösten 2022 började Makolli figurera i A-lagssammanhang hos Malmö FF och han fick även sitta på bänken i det allsvenska mötet mot BK Häcken den 23 oktober 2022, men utan att få göra något inhopp. A-lagsdebuten fick istället vänta till den 10 februari 2023, då han hoppade in som vänsterback i 3--0-segern mot Vålerengen. Knappt två månader senare skrev Makolli också på sitt första A-lagskontrakt med Malmö FF.
Den 1 juli 2023 debuterade Makolli i Allsvenskan då han hoppade in i slutminuterna i 3-0-segern mot IK Sirius. I april 2024 förlängde han sitt kontrakt i Malmö FF med fyra år.
Den 2 februari 2025 såldes Makolli till Superligalaget Aalborg BK.

## Landslagskarriär
Elison Makolli har representerat Sveriges U19- och U17-landslag. Förutom Sverige har han även möjlighet att representera Kosovo.
Debuten i "Blågult" skedde den 7 augusti 2021 då P16-landslaget förlorade med 0-1 mot Danmark. Den efterföljande hösten och våren startade Makolli i alla sex kvalmatcherna när Sverige kvalade in till U17-EM 2022. Han blev därefter också uttagen till U17-EM och startade samtliga matcher som högerback när Sverige – trots två segrar på tre matcher – åkte ut i gruppspelet. Makolli gjorde den 15 november 2022 sin första U19-landskamp när P17-landslaget förlorade med 1-3 mot Irland.

## Statistik
| Klubb              | Säsong             | Liga               | Liga    | Liga | Nationell cup | Nationell cup | Internationell cup | Internationell cup | Övrigt  | Övrigt | Totalt  | Totalt |
| Klubb              | Säsong             | Division           | Matcher | Mål  | Matcher       | Mål           | Matcher            | Mål                | Matcher | Mål    | Matcher | Mål    |
| ------------------ | ------------------ | ------------------ | ------- | ---- | ------------- | ------------- | ------------------ | ------------------ | ------- | ------ | ------- | ------ |
| Malmö FF           | 2023               | Allsvenskan        | 1       | 0    | 1             | 0             | -                  | -                  | -       | -      | 2       | 0      |
| Malmö FF           | 2024               | Allsvenskan        | 11      | 0    | 2             | 0             | -                  | -                  | -       | -      | 13      | 0      |
| Aalborg BK         | 2024/2025          | Superligaen        | 2       | 0    | -             | -             | -                  | -                  | -       | -      | 2       | 0      |
| Totalt i karriären | Totalt i karriären | Totalt i karriären | 14      | 0    | 3             | 0             | 0                  | 0                  | 0       | 0      | 17      | 0      |